# Zinnwaldita
La zinnwaldita es un mineral del grupo de los Silicatos, subgrupo Filosilicatos y dentro de ellos pertenece a las micas litíferas. Es una rara mica con litio más oscura que la moscovita pero más clara que la biotita. Un sinónimo en español poco usado es litionita.
Descrita por Wilhelm Karl Ritter von Haidinger en 1845, recibe su nombre de la localidad tipo en los montes Metálicos Zinnwald, ciudad que a su vez había recibido su nombre por sus yacimientos de zinc, en la región fronteriza entre Alemania y la República Checa.
La zinnwaldita es difícil de distinguir de otras micas, al menos por métodos ordinarios, siendo clave para su identificación el entorno de minerales asociados con los que se encuentra.
Al exfoliarse, las láminas son flexibles y elásticas, por lo que al doblarlas tienden a recuperar su forma original.

## Ambiente de formación
Es un mineral de formación neumatolítica que aparece en rocas pegmatitas hidrotermales del granito, en el mismo ambiente que pueden formarse casiterita y topacio.
Los minerales más típicamente asociados a este mineral son cuarzo, apatito, feldespato y otros minerales metálicos.

## Localización, extracción y uso
Existen importantes yacimientos en Cornualles (Inglaterra), Sajonia (Alemania) y California. En España se encuentra en Galicia, Zamora y Salamanca.
Este mineral es explotado en minas para la obtención industrial de litio. También los bellos ejemplares son muy codiciada por los coleccionistas por su escasez y rareza.